# Енгелберт I фон Зайн
Енгелберт I фон Зайн (на немски: Engelbert I von Sayn; † 1336) е граф на Зайн-Хомбург-Фалендар.

## Биография
Той е вторият син на Готфрид I фон Спонхайм-Зайн († ок. 1282/1284) и съпругата му Юта фон Изенбург († 1314), дъщеря на Хайнрих II фон Изенбург и Мехтилд фон Хохщаден. По-големият му брат е Йохан I фон Сайн († 1324), граф на Сайн.
Енгелберт I става през 1291 г. каноник в Св. Касиус в Бон.

## Фамилия
Първи брак: пр. 24 февруари 1286 г. с Юта фон Изенбург († сл. 1313), дъщеря на Салентин II фон Изенбург († сл. 1297) и Агнес фон Рункел († сл. 1297). Те имат един син:
- Готфрид II фон Зайн († 1354), граф на Сайн-Хомбург-Фалендар, женен I. пр. 24 ноември 1311 г. за София фон Фолмещайн († 1323), II. сл. 1323 г. за Мария фон Долендорф († сл. 1364)

Втори брак: през 1313 г. с Метца († сл. 1330). Те нямат деца.
Трети брак: през 1330 г. за Клариса († 1335). Те нямат деца.